# Episema culoti
Episema culoti là một loài bướm đêm trong họ Noctuidae.